# Mrs. Robinson
"Mrs. Robinson" é uma canção escrita pelo músico norte-americano Paul Simon e originalmente interpretada por Simon and Garfunkel, a dupla de música pop que integra. Após seu lançamento como compacto simples em 1968, a canção atingiu a primeira posição da Billboard Hot 100 por três semanas consecutivas, se tornando o primeiro número um da dupla desde "The Sounds of Silence", de 1965.
A canção "Mrs. Robinson" foi composta exclusivamente para a personagem homônima do filme de 1967 The Graduate (A Primeira Noite - em Portugal; A Primeira Noite de um Homem - no Brasil), interpretada por Anne Bancroft. Embora o filme inclua a canção inteira, o álbum contendo sua trilha-sonora, lançado no dia 21 de janeiro de 1968, incluía duas versões incompletas da canção. Uma versão era instrumental (1:14), enquanto a outra incluía somente parte da canção com vocais (1:12). "Mrs. Robinson" foi finalmente lançada em sua totalidade em Bookends, o quarto álbum de estúdio da dupla, em 3 de abril de 1968 pela Columbia Records.
A música teve uma versão cover muito conhecida no início da década de 1990, gravada pela banda norte-americana The Lemonheads.

## Prêmios
A música rendeu dois Grammys a seus intérpretes em 1968, nas seguintes categorias:
- Melhor gravação do ano
- Melhor performance vocálica de pop contemporâneo (dupla ou grupo)